# العلاقات الغواتيمالية الكمبودية
العلاقات الغواتيمالية الكمبودية هي العلاقات الثنائية التي تجمع بين غواتيمالا وكمبوديا.

## مقارنة بين البلدين
هذه مقارنة عامة ومرجعية للدولتين:
| وجه المقارنة                                              | غواتيمالا       | كمبوديا                   |
| --------------------------------------------------------- | --------------- | ------------------------- |
| المساحة (كم2)                                             | 108.89 ألف      | 181.03 ألف                |
| عدد السكان (نسمة)                                         | 17.26 مليون     | 16.01 مليون               |
| الكثافة السكانية (ن./كم²)                                 | 158.51          | 88.44                     |
| العاصمة                                                   | غواتيمالا       | بنوم بنه                  |
| اللغة الرسمية                                             | اللغة الإسبانية | اللغة الخميرية            |
| العملة                                                    | كتزال غواتيمالي | ريال كمبودي، دولار أمريكي |
| الناتج المحلي الإجمالي (بليون دولار)                      | 75.62 مليار     | 22.16 مليار               |
| الناتج المحلي الإجمالي (تعادل القوة الشرائية) بليون دولار | 126.21 مليار    | 54.37 مليار               |
| الناتج المحلي الإجمالي الاسمي للفرد دولار أمريكي          | 3.90 ألف        | 1.16 ألف                  |
| الناتج المحلي الإجمالي للفرد دولار أمريكي                 | 7.45 ألف        | 3.26 ألف                  |
| مؤشر التنمية البشرية                                      | 0.627           | 0.555                     |
| رمز المكالمات الدولي                                      | +502            | +855                      |
| رمز الإنترنت                                              | .gt             | .kh                       |
| المنطقة الزمنية                                           | 00              | ت ع م+07:00               |

## منظمات دولية مشتركة
يشترك البلدان في عضوية مجموعة من المنظمات الدولية، منها:
| علم المنظمة | اسم المنظمة                               | تاريخ انضمام غواتيمالا | تاريخ انضمام كمبوديا |
| ----------- | ----------------------------------------- | ---------------------- | -------------------- |
|             | وكالة ضمان الاستثمار متعدد الأطراف        | 11 يوليو 1996          | 1 ديسمبر 1999        |
|             | منظمة الشرطة الجنائية الدولية             | ?                      | ?                    |
|             | منظمة حظر الأسلحة الكيميائية              | ?                      | ?                    |
|             | منظمة التجارة العالمية                    | ?                      | ?                    |
|             | الأمم المتحدة                             | 21 نوفمبر 1945         | 14 ديسمبر 1955       |
|             | مؤسسة التمويل الدولية                     | 20 يوليو 1956          | 26 مارس 1997         |
|             | يونسكو                                    | 2 يناير 1950           | 3 يوليو 1951         |
|             | مؤسسة التنمية الدولية                     | 27 أبريل 1961          | 22 يوليو 1970        |
|             | البنك الدولي للإنشاء والتعمير             | 28 ديسمبر 1945         | 22 يوليو 1970        |
|             | المركز الدولي لتسوية المنازعات الاستشارية | 20 فبراير 2003         | 19 يناير 2005        |
|             | الاتحاد البريدي العالمي                   | ?                      | ?                    |
|             | الاتحاد الدولي للاتصالات                  | 10 يوليو 1914          | 10 أبريل 1952        |

## وصلات خارجية
- موقع وزارة الخارجية الغواتيمالية
- موقع وزارة الخارجية الكمبودية